# Sandra Tuei
Sandra Felis Chebet Tuei (ur. 20 stycznia 1998) – kenijska lekkoatletka specjalizująca się w biegach długich.
W 2015 zdobyła brązowy medal mistrzostw Afryki juniorów oraz sięgnęła po srebro na afrykańskim czempionacie juniorów młodszych. Wicemistrzyni świata juniorów młodszych w biegu na 2000 metry z przeszkodami (2015). Rok później zajęła 5. miejsce w biegu na 3000 metrów podczas mistrzostw świata U20 w Bydgoszczy.
Medalistka mistrzostw Kenii.

## Osiągnięcia
| Rok  | Impreza                                   | Miejsce     | Konkurencja                   | Lokata      | Wynik   |
| ---- | ----------------------------------------- | ----------- | ----------------------------- | ----------- | ------- |
| 2015 | Mistrzostwa Afryki juniorów               | Addis Abeba | bieg na 3000 metrów           | 3. miejsce  | 9:38,60 |
| 2015 | Mistrzostwa Afryki juniorów młodszych     | Réduit      | bieg na 2000 m z przeszkodami | 1. miejsce  | 6:20,47 |
| 2015 | Mistrzostwa świata juniorów młodszych     | Cali        | bieg na 2000 m z przeszkodami | 2. miejsce  | 6:19,61 |
| 2016 | Mistrzostwa świata juniorów               | Bydgoszcz   | bieg na 3000 metrów           | 5. miejsce  | 8:55,77 |
| 2017 | Mistrzostwa świata w biegach przełajowych | Kampala     | bieg juniorek                 | 11. miejsce | 19:59   |

## Rekordy życiowe
- bieg na 3000 metrów – 8:50,18 (2017)
- bieg na 5000 metrów – 15:34,14 (2017)
- bieg na 10 000 metrów – 32:11,92 (2018)